# 林宏德
林宏德，直隶房山人，是一名清朝政治人物。
林宏德曾于1775年接替韩锡胙任松江府知府一职，1776年由苏凌阿接任。